# Перхлорат висмутила
Перхлорат висмутила — неорганическое соединение, 
оксосоль висмута и хлорной кислоты с формулой BiOClO4,
бесцветные кристаллы,
растворяется в воде,
образует кристаллогидраты.

## Физические свойства
Перхлорат висмутила образует бесцветные кристаллы.
Растворяется в воде
Образует кристаллогидраты переменного состава BiOClO4•x H2O.

## Химические свойства
- Кристаллогидраты разлагаются при нагревании:

{\displaystyle {\mathsf {BiOClO_{4}\cdot xH_{2}O\ {\xrightarrow[{-H_{2}O}]{100^{o}C}}\ BiOClO_{4}}}}